# FA Cup 1931-1932
La FA Cup 1931-1932 è stata la 57ª edizione della principale coppa nazionale inglese, nonché della più antica competizione calcistica del mondo. Il trofeo fu vinto per la terza volta dal Newcastle United, che nella finale di Wembley, batté l'Arsenal con il punteggio di 2-1.

## Calendario
Il torneo principale era preceduto da due turni preliminari e quattro turni di qualificazione, mentre la competizione vera e propria, prevedeva sei turni (con i club di First e Second Division che entravano in lizza a partire dal terzo turno), prima di semifinali e finale.
In caso di pareggio dopo i novanta minuti, era prevista la ripetizione della gara, invertendo il campo. In caso di ulteriore pareggio si procedeva con altre ripetizioni, in campo neutro, fin quando una squadra non risultava vincitrice.
Le semifinali e la finale si disputavano tutte in campo neutro.
| Fase                    | Turno                        | Data                     | Squadre che entrano in questo turno | Squadre qualificate dal turno precedente |
| ----------------------- | ---------------------------- | ------------------------ | --- | ---------------------------------------- |
| Turni di qualificazione | Turno Extra-Preliminare      | Sabato 5 settembre 1931  | Non league | Non league                               |
| Turni di qualificazione | Turno Preliminare            | Sabato 19 settembre 1931 | Non league | Non league                               |
| Turni di qualificazione | Primo Turno Qualificazione   | Sabato 3 ottobre 1931    | Non league | Non league                               |
| Turni di qualificazione | Secondo Turno Qualificazione | Sabato 17 ottobre 1931   | Non league | Non league                               |
| Turni di qualificazione | Terzo Turno Qualificazione   | Sabato 31 ottobre 1931   | Non league | Non league                               |
| Turni di qualificazione | Quarto Turno Qualificazione  | Sabato 13 novembre 1931  | Non league | Non league                               |
| Torneo principale       | Primo Turno (68 squadre)     | Sabato 28 novembre 1931  | 21 squadre della Third Division North 21 squadre della Third Division South 1 squadra di non league                                                                | 25 provenienti dalle qualificazioni      |
| Torneo principale       | Secondo Turno (34 squadre)   | Sabato 12 dicembre 1931  | | 34 squadre vincitrici del primo turno    |
| Torneo principale       | Terzo Turno (64 squadre)     | Sabato 9 gennaio 1932    | 22 squadre della First Division 22 squadre della Second Division 1 squadra della Third Division North 1 squadra della Third Division South 1 squadra di non league | 17 squadre vincitrici del secondo turno  |
| Torneo principale       | Quarto Turno (32 squadre)    | Sabato 23 gennaio 1932   | | 32 squadre vincitrici del terzo turno    |
| Torneo principale       | Quinto Turno (16 squadre)    | Sabato 13 febbraio 1932  | | 16 squadre vincitrici del quarto turno   |
| Torneo principale       | Sesto Turno (8 squadre)      | Sabato 27 febbraio 1932  | | 8 squadre vincitrici del quinto turno    |
| Torneo principale       | Semi-Finali (4 squadre)      | Sabato 12 marzo 1932     | | 4 squadre vincitrici del sesto turno     |
| Torneo principale       | Finale (2 squadre)           | Sabato 23 aprile 1932    | | 2 squadre vincitrici delle semifinali    |

## Primo Turno
| Gara      | Squadra di casa                 | Risultato | Squadra in trasferta            | Data             |
| --------- | ------------------------------- | --------- | ------------------------------- | ---------------- |
| 1         | Chester                         | 4–1       | Hartlepools United              | 28 novembre 1931 |
| 2         | Darlington                      | 1–0       | Walsall                         | 28 novembre 1931 |
| 3         | Darwen                          | 4–1       | Peterborough & Fletton United   | 28 novembre 1931 |
| 4         | Bournemouth & Boscombe Athletic | 1–1       | Northfleet United               | 28 novembre 1931 |
| Replay    | Northfleet United               | 0–1       | Bournemouth & Boscombe Athletic | 2 dicembre 1931  |
| 5         | Barnet                          | 3–7       | Queens Park Rangers             | 28 novembre 1931 |
| 6         | Barrow                          | 3–3       | Doncaster Rovers                | 28 novembre 1931 |
| Replay    | Doncaster Rovers                | 1–1       | Barrow                          | 3 dicembre 1931  |
| 2° Replay | Barrow                          | 1–1       | Doncaster Rovers                | 7 dicembre 1931  |
| 3° Replay | Doncaster Rovers                | 1–0       | Barrow                          | 9 dicembre 1931  |
| 7         | Bath City                       | 9–0       | Nunhead                         | 28 novembre 1931 |
| 8         | Reading                         | 0–1       | Crystal Palace                  | 28 novembre 1931 |
| 9         | Folkestone                      | 2–5       | Brighton & Hove Albion          | 28 novembre 1931 |
| 10        | Crewe Alexandra                 | 2–2       | Gainsborough Trinity            | 28 novembre 1931 |
| Replay    | Gainsborough Trinity            | 1–0       | Crewe Alexandra                 | 2 dicembre 1931  |
| 11        | Swindon Town                    | 0–5       | Luton Town                      | 28 novembre 1931 |
| 12        | Tranmere Rovers                 | 3–0       | West Stanley                    | 28 novembre 1931 |
| 13        | Fulham                          | 2–0       | Guildford City                  | 28 novembre 1931 |
| 14        | Crook Town                      | 3–1       | Stockport County                | 28 novembre 1931 |
| 15        | Bristol Rovers                  | 5–1       | Gillingham                      | 28 novembre 1931 |
| 16        | Northampton Town                | 9–0       | Metropolitan Police             | 28 novembre 1931 |
| 17        | Coventry City                   | 2–2       | Clapton Orient                  | 28 novembre 1931 |
| Replay    | Clapton Orient                  | 2–0       | Coventry City                   | 3 dicembre 1931  |
| 18        | Hull City                       | 4–1       | Mansfield Town                  | 28 novembre 1931 |
| 19        | Tunbridge Wells Rangers         | 1–1       | Brentford                       | 28 novembre 1931 |
| Replay    | Brentford                       | 2–1       | Tunbridge Wells Rangers         | 2 dicembre 1931  |
| 20        | Wimbledon                       | 1–3       | Norwich City                    | 28 novembre 1931 |
| 21        | Lancaster Town                  | 0–3       | Blyth Spartans                  | 28 novembre 1931 |
| 22        | Scunthorpe & Lindsey United     | 2–1       | Rochdale                        | 28 novembre 1931 |
| 23        | Cardiff City                    | 8–0       | Enfield                         | 28 novembre 1931 |
| 24        | Burton Town                     | X-X       | Wigan Borough                   | n.d.             |
| 25        | Yeovil & Petter's United        | 3–1       | Hayes                           | 28 novembre 1931 |
| 26        | New Brighton                    | 3–1       | York City                       | 28 novembre 1931 |
| 27        | Torquay United                  | 1–3       | Southend United                 | 28 novembre 1931 |
| 28        | Newark                          | 1–1       | Halifax Town                    | 28 novembre 1931 |
| Replay    | Halifax Town                    | 2–1       | Newark                          | 2 dicembre 1931  |
| 29        | Yorkshire Amateur               | 1–3       | Carlisle United                 | 28 novembre 1931 |
| 30        | Rotherham United                | 0–0       | Accrington Stanley              | 28 novembre 1931 |
| Replay    | Accrington Stanley              | 5–0       | Rotherham United                | 2 dicembre 1931  |
| 31        | Aldershot                       | 7–0       | Chelmsford                      | 28 novembre 1931 |
| 32        | Thames                          | 2–2       | Watford                         | 28 novembre 1931 |
| Replay    | Watford                         | 2–1       | Thames                          | 2 dicembre 1931  |
| 33        | Manchester Central              | 0–3       | Lincoln City                    | 28 novembre 1931 |
| 34        | Gateshead                       | 3–2       | Wrexham                         | 28 novembre 1931 |

## Secondo Turno
| Gara   | Squadra di casa                 | Risultato | Squadra in trasferta     | Data             |
| ------ | ------------------------------- | --------- | ------------------------ | ---------------- |
| 1      | Darwen                          | 2–1       | Chester                  | 12 dicembre 1931 |
| 2      | Bournemouth & Boscombe Athletic | 1–0       | Blyth Spartans           | 12 dicembre 1931 |
| 3      | Bath City                       | 2–1       | Crystal Palace           | 12 dicembre 1931 |
| 4      | Lincoln City                    | 2–2       | Luton Town               | 12 dicembre 1931 |
| Replay | Luton Town                      | 4–1       | Lincoln City             | 16 dicembre 1931 |
| 5      | Gainsborough Trinity            | 2–5       | Watford                  | 12 dicembre 1931 |
| 6      | Tranmere Rovers                 | 2–0       | Bristol Rovers           | 12 dicembre 1931 |
| 7      | Fulham                          | 0–0       | Yeovil & Petter's United | 12 dicembre 1931 |
| Replay | Yeovil & Petter's United        | 2–5       | Fulham                   | 17 dicembre 1931 |
| 8      | Brentford                       | 4–1       | Norwich City             | 12 dicembre 1931 |
| 9      | Northampton Town                | 3–0       | Southend United          | 12 dicembre 1931 |
| 10     | Brighton & Hove Albion          | 5–0       | Doncaster Rovers         | 12 dicembre 1931 |
| 11     | Carlisle United                 | 0–2       | Darlington               | 12 dicembre 1931 |
| 12     | Scunthorpe & Lindsey United     | 1–4       | Queens Park Rangers      | 12 dicembre 1931 |
| 13     | Cardiff City                    | 4–0       | Clapton Orient           | 12 dicembre 1931 |
| 14     | Burton Town                     | 4–1       | Gateshead                | 12 dicembre 1931 |
| 15     | Halifax Town                    | 3–0       | Accrington Stanley       | 12 dicembre 1931 |
| 16     | New Brighton Athletic           | 0–4       | Hull City                | 12 dicembre 1931 |
| 17     | Aldershot                       | 1–1       | Crook Town               | 12 dicembre 1931 |
| Replay | Crook Town                      | 1–0       | Aldershot Town           | 16 dicembre 1931 |

## Terzo Turno
| Gara   | Squadra di casa        | Risultato | Squadra in trasferta            | Data            |
| ------ | ---------------------- | --------- | ------------------------------- | --------------- |
| 1      | Birmingham             | 1–0       | Bradford City                   | 9 gennaio 1932  |
| 2      | Blackpool              | 1–1       | Newcastle United                | 9 gennaio 1932  |
| Replay | Newcastle United       | 1–0       | Blackpool                       | 13 gennaio 1932 |
| 3      | Chesterfield           | 5–2       | Nottingham Forest               | 9 gennaio 1932  |
| 4      | Darlington             | 1–1       | Northampton Town                | 9 gennaio 1932  |
| Replay | Northampton Town       | 2–0       | Darlington                      | 14 gennaio 1932 |
| 5      | Burnley                | 0–4       | Derby County                    | 9 gennaio 1932  |
| 6      | Bury                   | 2–1       | Swansea Town                    | 9 gennaio 1932  |
| 7      | Preston North End      | 0–0       | Bolton Wanderers                | 9 gennaio 1932  |
| Replay | Bolton Wanderers       | 2–5       | Preston North End               | 13 gennaio 1932 |
| 8      | Watford                | 1–1       | Fulham                          | 9 gennaio 1932  |
| Replay | Fulham                 | 0–3       | Watford                         | 14 gennaio 1932 |
| 9      | Leicester City         | 7–0       | Crook Town                      | 9 gennaio 1932  |
| 10     | Notts County           | 2–2       | Bristol City                    | 9 gennaio 1932  |
| Replay | Bristol City           | 3–2       | Notts County                    | 13 gennaio 1932 |
| 11     | Grimsby Town           | 4–1       | Exeter City                     | 9 gennaio 1932  |
| 12     | Middlesbrough          | 1–1       | Portsmouth                      | 9 gennaio 1932  |
| Replay | Portsmouth             | 3–0       | Middlesbrough                   | 13 gennaio 1932 |
| 13     | West Bromwich Albion   | 1–2       | Aston Villa                     | 9 gennaio 1932  |
| 14     | Sunderland             | 0–0       | Southampton                     | 9 gennaio 1932  |
| Replay | Southampton            | 2–4       | Sunderland                      | 13 gennaio 1932 |
| 15     | Luton Town             | 1–2       | Wolverhampton Wanderers         | 9 gennaio 1932  |
| 16     | Everton                | 1–2       | Liverpool                       | 9 gennaio 1932  |
| 17     | Sheffield United       | 2–1       | Corinthian                      | 9 gennaio 1932  |
| 18     | Tranmere Rovers        | 2–2       | Chelsea                         | 9 gennaio 1932  |
| Replay | Chelsea                | 5–3       | Tranmere Rovers                 | 13 gennaio 1932 |
| 19     | Tottenham Hotspur      | 2–2       | Sheffield Wednesday             | 9 gennaio 1932  |
| Replay | Sheffield Wednesday    | 3–1       | Tottenham Hotspur               | 13 gennaio 1932 |
| 20     | Queens Park Rangers    | 3–1       | Leeds United                    | 9 gennaio 1932  |
| 21     | Barnsley               | 0–0       | Southport                       | 9 gennaio 1932  |
| Replay | Southport              | 4–1       | Barnsley                        | 12 gennaio 1932 |
| 22     | Brentford              | 2–0       | Bath City                       | 9 gennaio 1932  |
| 23     | Brighton & Hove Albion | 1–2       | Port Vale                       | 9 gennaio 1932  |
| 24     | Plymouth Argyle        | 4–1       | Manchester United               | 9 gennaio 1932  |
| 25     | Millwall               | 2–3       | Manchester City                 | 9 gennaio 1932  |
| 26     | Oldham Athletic        | 1–1       | Huddersfield Town               | 9 gennaio 1932  |
| Replay | Huddersfield Town      | 6–0       | Oldham Athletic                 | 13 gennaio 1932 |
| 27     | Bradford Park Avenue   | 2–0       | Cardiff City                    | 9 gennaio 1932  |
| 28     | Burton Town            | 0–4       | Blackburn Rovers                | 9 gennaio 1932  |
| 29     | Halifax Town           | 1–3       | Bournemouth & Boscombe Athletic | 9 gennaio 1932  |
| 30     | Charlton Athletic      | 1–2       | West Ham United                 | 9 gennaio 1932  |
| 31     | Arsenal                | 11–1      | Darwen                          | 9 gennaio 1932  |
| 32     | Stoke City             | 3–0       | Hull City                       | 9 gennaio 1932  |

## Quarto Turno
| Gara      | Squadra di casa      | Risultato | Squadra in trasferta            | Data            |
| --------- | -------------------- | --------- | ------------------------------- | --------------- |
| 1         | Chesterfield         | 2–4       | Liverpool                       | 23 gennaio 1932 |
| 2         | Bury                 | 3–1       | Sheffield United                | 23 gennaio 1932 |
| 3         | Preston North End    | 2–0       | Wolverhampton Wanderers         | 23 gennaio 1932 |
| 4         | Watford              | 2–1       | Bristol City                    | 23 gennaio 1932 |
| 5         | Sheffield Wednesday  | 7–0       | Bournemouth & Boscombe Athletic | 23 gennaio 1932 |
| 6         | Grimsby Town         | 2–1       | Birmingham                      | 23 gennaio 1932 |
| 7         | Sunderland           | 1–1       | Stoke City                      | 23 gennaio 1932 |
| Replay    | Stoke City           | 1–1       | Sunderland                      | 28 gennaio 1932 |
| 2° Replay | Stoke City           | 2–1       | Sunderland                      | 1 febbraio 1932 |
| 8         | Derby County         | 3–2       | Blackburn Rovers                | 23 gennaio 1932 |
| 9         | Newcastle United     | 1–1       | Southport                       | 23 gennaio 1932 |
| Replay    | Southport            | 1–1       | Newcastle United                | 26 gennaio 1932 |
| 2° Replay | Newcastle United     | 9–0       | Southport                       | 1 febbraio 1932 |
| 10        | Manchester City      | 6–1       | Brentford                       | 23 gennaio 1932 |
| 11        | Portsmouth           | 1–1       | Aston Villa                     | 23 gennaio 1932 |
| Replay    | Aston Villa          | 0–1       | Portsmouth                      | 27 gennaio 1932 |
| 12        | Chelsea              | 3–1       | West Ham United                 | 23 gennaio 1932 |
| 13        | Bradford Park Avenue | 4–2       | Northampton Town                | 23 gennaio 1932 |
| 14        | Huddersfield Town    | 5–0       | Queens Park Rangers             | 23 gennaio 1932 |
| 15        | Port Vale            | 1–2       | Leicester City                  | 23 gennaio 1932 |
| 16        | Arsenal              | 4–2       | Plymouth Argyle                 | 23 gennaio 1932 |

## Quinto Turno
| Gara   | Squadra di casa     | Risultato | Squadra in trasferta | Data             |
| ------ | ------------------- | --------- | -------------------- | ---------------- |
| 1      | Bury                | 3–0       | Stoke City           | 13 febbraio 1932 |
| 2      | Liverpool           | 1–0       | Grimsby Town         | 13 febbraio 1932 |
| 3      | Watford             | 1–0       | Bradford Park Avenue | 13 febbraio 1932 |
| 4      | Sheffield Wednesday | 1–1       | Chelsea              | 13 febbraio 1932 |
| Replay | Chelsea             | 2–0       | Sheffield Wednesday  | 17 febbraio 1932 |
| 5      | Newcastle United    | 3–1       | Leicester City       | 13 febbraio 1932 |
| 6      | Manchester City     | 3–0       | Derby County         | 13 febbraio 1932 |
| 7      | Portsmouth          | 0–2       | Arsenal              | 13 febbraio 1932 |
| 8      | Huddersfield Town   | 4–0       | Preston North End    | 13 febbraio 1932 |

## Sesto Turno
| Gara | Squadra di casa   | Risultato | Squadra in trasferta | Data             |
| ---- | ----------------- | --------- | -------------------- | ---------------- |
| 1    | Bury              | 3–4       | Manchester City      | 27 febbraio 1932 |
| 2    | Liverpool         | 0–2       | Chelsea              | 27 febbraio 1932 |
| 3    | Newcastle United  | 5–0       | Watford              | 27 febbraio 1932 |
| 4    | Huddersfield Town | 0–1       | Arsenal              | 27 febbraio 1932 |

## Semifinali
| Huddersfield 12 marzo 1932, ore 15:00 (GMT 0) | Newcastle Utd | 2 – 1 | Chelsea | Leeds Road |

| Birmingham 12 marzo 1932, ore 15:00 (GMT 0) | Arsenal | 1 – 0 | Manchester City | Villa Park |

## Finale
| Arbitro: | W. P. Harper |

|                |           |          |
| Allen 38’, 72’ | Marcatori | 15’ John |

| Newcastle United | Arsenal |

|                 |    |                  |  |
|                 |    |                  |  |
| P               | 1  | Albert McInroy   |  |
| D               | 2  | James Nelson (C) |  |
| D               | 3  | David Fairhurst  |  |
| C               | 4  | Roddie MacKenzie |  |
| C               | 5  | Dave Davidson    |  |
| C               | 6  | Sam Weaver       |  |
| A               | 7  | Jimmy Boyd       |  |
| A               | 8  | Jimmy Richardson |  |
| A               | 9  | Jack Allen       |  |
| A               | 10 | Harry McMenemy   |  |
| A               | 11 | Tommy Lang       |  |
| Manager:        |    |                  |  |
| Andy Cunningham |    |                  |  |

|                 |    |                |  |
|                 |    |                |  |
| P               | 1  | Frank Moss     |  |
| D               | 2  | Tom Parker (C) |  |
| D               | 3  | Eddie Hapgood  |  |
| C               | 4  | Charlie Jones  |  |
| D               | 5  | Herbie Roberts |  |
| D               | 6  | George Male    |  |
| A               | 7  | Joe Hulme      |  |
| A               | 8  | David Jack     |  |
| A               | 9  | Jack Lambert   |  |
| C               | 10 | Cliff Bastin   |  |
| D               | 11 | Bob John       |  |
| Manager:        |    |                |  |
| Herbert Chapman |    |                |  |

| REGOLE DELLA PARTITA - Gara unica. - Tempi supplementari in caso di pareggio al 90°. - Ripetizione in caso di ulteriore parità dopo i tempi supplementari. |